# Museo archeologico nazionale di Siena

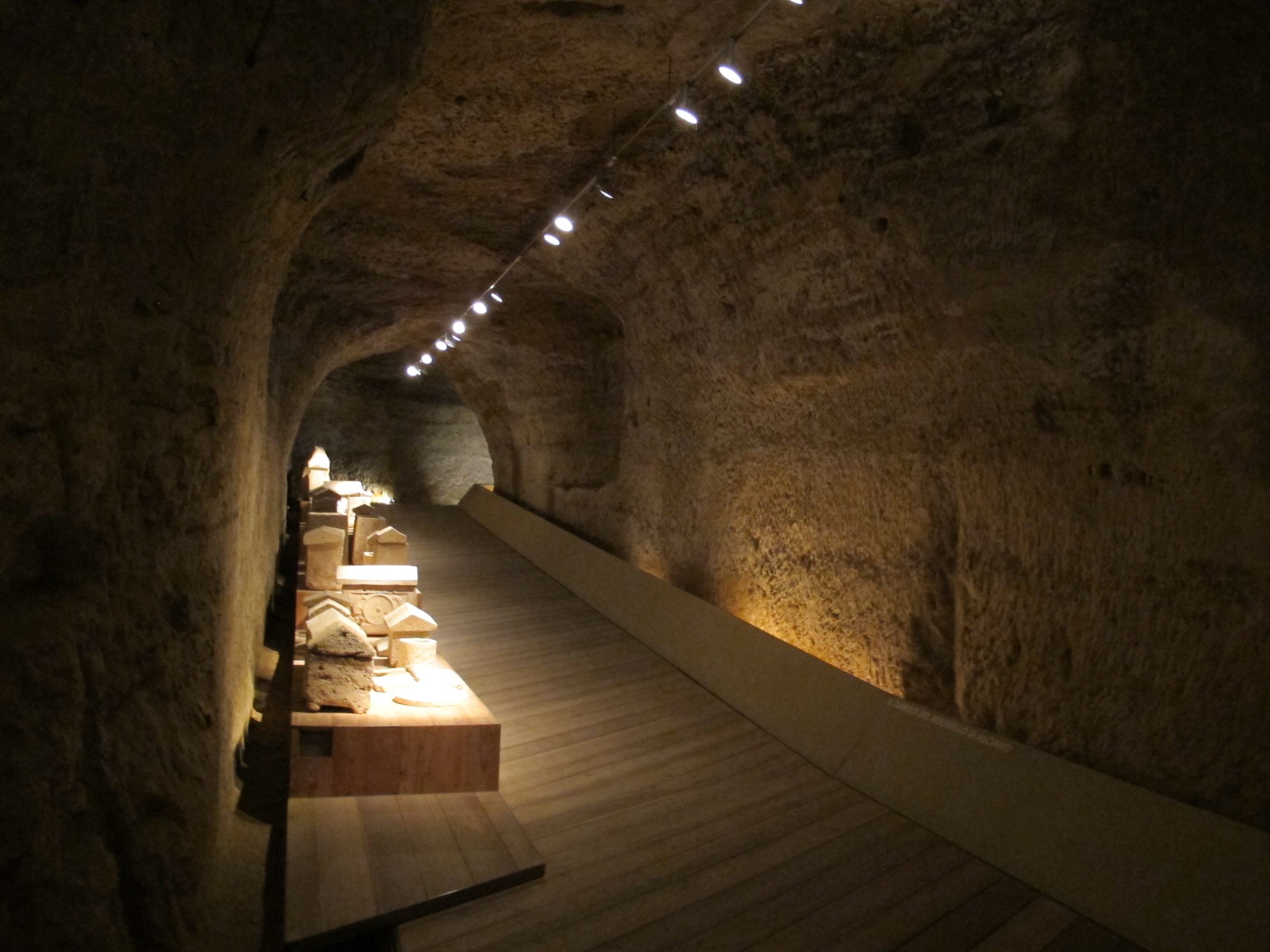
Una galleria del museo

Il Museo archeologico nazionale di Siena si trova in piazza del Duomo nel complesso dell'antico ospedale di Santa Maria della Scala. Vi sono raccolti numerosi reperti provenienti dagli scavi nella provincia di Siena.
Dal dicembre 2014 il Ministero per i beni e le attività culturali lo gestisce tramite il Polo museale della Toscana, nel dicembre 2019 divenuto Direzione regionale Musei.

## Storia
Il museo venne costituito nel 1933 per opera di Ranuccio Bianchi Bandinelli col nome di Museo archeologico nazionale etrusco di Siena. Il nucleo originario era formato da varie collezioni pubbliche e private, raccolte a cavallo tra Otto e Novecento, e venne acquistato dallo Stato nel 1941. Negli anni Cinquanta si arricchì ulteriormente con altre due collezioni e dal 1993 trovò sede nell'ospedale di Santa Maria della Scala.

## Descrizione
L'allestimento si articola in una sezione di carattere antiquario (frutto soprattutto delle collezioni private) e una di carattere topografico. 
La prima sala ospita le sei collezioni originariamente custodite nel museo: la Collezione Bonci Casuccini, la Collezione Bargagli Petrucci, la Collezione Chigi Zondadari, la Collezione Mieli, la Collezione dell'Accademia dei fisiocritici e la Raccolta Comunale. 
I reperti, provenienti prevalentemente da scavi effettuati nelle zone di Siena e di Chiusi, sono di epoche diverse: i più antichi risalgono all'età del Bronzo. Tra gli esemplari più pregiati ci sono esempi di ceramica etrusca a figure rosse, tra i quali un grande cratere con la Morte di Egisto, di ceramica italiota, apula e campana, oltre a elementi di decorazione architettonica in terracotta (antefisse a gorgone, a testa femminile ed a protome di leone, databili tra il VI e il IV secolo a.C.). Sono di epoca romana alcune lucerne.
La sezione topografica è invece divisa per aree di provenienza dei reperti:
- Siena città, con sarcofagi di epoca romana (III-IV secolo d.C.) e una riproduzione romana del ritratto di pseudo Seneca, del I secolo d.C.
- La zona di Chiusi, con i canopi antropomorfi delle tombe a ziro (III-IV secolo d.C.), buccheri, vasi protocorinzi, bronzetti e oggetti in oro
- L'area di Montepulciano, con buccheri, vasi attici a figure rosse, corredi funerari provenienti dalle necropoli della zona (VIII-VI secolo a.C.), frammenti di decorazioni fittili appartenenti ad una residenza arcaica signorile dell'area archeologica etrusca di Poggio Civitate presso Murlo.
- Da Castelnuovo Berardenga, terrecotte architettoniche
- La zona di Sarteano, con urne di alabastro in stile volterrano (dalla tomba dei Cumere, II secolo a.C.)
- Monteroni d'Arbia, con i corredi in stile volterrano rinvenuti in una tomba a tre camere
- L'area di Monteriggioni, con un'anfora attica a figure nere con menadi, satiri e un carro in partenza (VI secolo a.C.)